# John C. Mather
John Cromwell Mather (sinh ngày 7 tháng 8 năm 1946, Roanoke, Virginia) là một nhà vật lý thiên văn, nhà vũ trụ học người Mỹ và là người đoạt giải Nobel Vật lý với công trình của mình về Cosmic Background Explorer Satellite(COBE) cùng với George Smoot.
Công trình này đã giúp củng cố lý thuyết Vụ nổ lớn của vũ trụ. Theo ủy ban giải thưởng Nobel, "dự án COBE cũng có thể được coi là điểm khởi đầu cho vũ trụ học như là một khoa học chính xác." 
Mather là nhà vật lý thiên văn cao cấp tại Trung tâm bay không gian Goddard của NASA (GSFC) ở Maryland và là giáo sư vật lý phụ trợ tại Đại học Khoa học Máy tính, Toán học và Khoa học Tự nhiên Maryland. Năm 2007, Mather được liệt kê trong số 100 người có ảnh hưởng nhất thế giới của tạp chí Time. Vào tháng 10 năm 2012, ông đã được tạp chí Time liệt kê một lần nữa trong một số đặc biệt về Khám phá không gian mới với tư cách là một trong 25 người có ảnh hưởng nhất trong không gian.
Mather cũng là nhà khoa học dự án cho Kính viễn vọng Không gian James Webb (JWST), một kính viễn vọng không gian dự kiến sẽ được phóng lên điểm Lagrange L2 vào tháng 3 năm 2021.
Vào năm 2014, Mather đã thực hiện một bài diễn văn về Kính viễn vọng Không gian Webb tại Lễ hội Starmus lần thứ hai ở Quần đảo Canary.